# 氷雨 (佳山明生の曲)
「氷雨」（ひさめ）は、演歌歌手・佳山明生の1977年のデビュー曲。後に日野美歌など多くの歌手にカバーされている。

## 概要
作詞・作曲はとまりれんによる。佳山明生によれば「作品のプロットは自身の考案だ」と語っている。
1977年12月に佳山明生のデビュー・シングルとして発売されたのが初出である。その後何度も再発され1983年に80万枚近くを売り上げ、佳山のシングルとしては最大の売上を記録した。
また、曲の人気に火がつきだした頃、1982年10月には箱崎晋一郎、12月には日野美歌によるカバー・シングルも発売され、競作となった。佳山盤（1982年盤）・箱崎盤・日野盤を累計した売上は約150万枚に達した。
1983年度の日本音楽著作権協会（JASRAC）発表による楽曲別の著作権使用料分配額では年間1位にランクインされた。
なお、今上天皇（天皇徳仁）が学生時代のカラオケの十八番である。

## 解説
女が酒場で一人酒を飲み、別れた男を想っているこの歌は大人の悲恋の歌である。
「氷雨」の作詞・作曲者とまりれんがYouTubeでこの歌の歌唱指導をしている。演歌の中にフォークの佇まいが感じられる歌であるから、力強い演歌調で押し通さず、軽さが必要であり、それが最重要ポイントである。したがってこの歌の味わいを引き出すためには、サビまでを語り掛けるように歌うことである。1番の後半サビ前の高音フレーズも、力を込めず感情を入れないで歌うことが望ましい。しかしながらサビの「この胸」からの1フレーズに感情を入れて、「帰りたくない」で最高潮に感情を盛り上げ、最後の1フレーズは軽く、曲中リズムを大切に歌うとよい。

## 佳山明生のシングル
1977年12月1日に佳山明生のデビュー・シングルとして発売。有線放送では地味ながらもリクエストが途絶えず、1980年3月1日にシングル「青春譜」のB面曲として再発売。その後レコードは大きな数字ではないものの売れ続け、1981年12月5日にシングルA面曲として再々発売、1982年7月21日に再々々発売された。再々々発盤は発売から7ヶ月後にオリコンのトップ10に初登場。「第25回日本レコード大賞」ロングセラー賞を受賞した。
この曲のPRにあたっては、佳山が函館出身でありまた北海道の有線放送でのリクエストが多かったことから、北海道を中心に佳山1人で各地を巡回しキャンペーンを行った。キャンペーンで手売りしたレコードは3万枚くらいに達するという。

### 収録曲
- 特記以外全作詞・作曲：とまりれん、編曲：竜崎孝路

デビュー盤（1977年12月1日、日本コロムビア、AK-102）
1. 氷雨 (3分40秒)
2. よりを戻して (3分20秒)

再発盤（1980年3月1日、日本コロムビア、AK-219）
1. 青春譜 (3分36秒)
作詞：いではく、作曲：遠藤実、編曲：西崎進
2. 氷雨 (3分40秒)

再々発盤（1981年12月5日、日本コロムビア、AH-154）
1. 氷雨 (3分40秒)
2. 氷雨（カラオケ） (3分54秒)
作曲：とまりれん、編曲：山田良夫
※カラオケ用に別アレンジされている。

再々々発盤（1982年7月21日、日本コロムビア、AH-237）
1. 氷雨 (3分40秒)
2. わたしは愛人 (3分56秒)

## 箱崎晋一郎のシングル
1982年10月1日に東芝EMIから発売された。

### 収録曲
- 両楽曲共に、編曲：竜崎孝路

A面
1. 氷雨（3分45秒）

B面
1. どうしたらいいの（4分28秒） 
作詞・作曲：尹恒起、訳詞：三佳令二

## 日野美歌のシングル
日野美歌の2枚目のシングルとして、1982年12月5日にユニオンレコードのレーベルでリリースされた。
オリジナルの歌詞と異なって「あたし」を「わたし」と歌っている。曲調はフォーク調のアレンジが採られ、全体的にサウンドの厚みがある。佳山×箱崎×日野の3者競作を比すると、ラストにリリースされたこの歌は特にベースギターの音がメロディ豊かに演奏される。もうすぐ20歳になる日野は「当時、20歳になっても一人で居酒屋に行く勇気はなくて、想像を巡らせながら歌いました。失恋してあの人は帰ってこないという気持ちを酒場で話しかけるようにレコーディングしました。」ということである。
当時の歌手は、スナックやスーパーマーケットに営業をかけ、どれだけ売り歩いてみても際限がないという地道な営業の時代で、前作「私のあなた」の営業で日野は罵声や怒号を浴びることもあった。「氷雨」発売直後に日野は大阪のスーパーマーケットで歌い、居合わせた婦人が猛烈に駆け寄ってきて言うには「絶対に売れる」で、「氷雨」はどこへ行っても大好評を博した。
日野はこの曲で1983年12月31日の『第34回NHK紅白歌合戦』に初出場を果たした。
一時期徳間ジャパンコミュニケーションズのジャパンレコーズレーベルに在籍し、葵司朗とのデュエット曲「男と女のラブゲーム」がヒットしたがジャパンレコーズ発売のいわゆる“全曲集”などでも「氷雨」はテイチク・ユニオンレコードから原盤貸与を受けてオリジナルバージョンが収録されていた（通常では移籍後の新録音というパターンが多い）。

### 収録曲
- 両楽曲共に、編曲：高田弘

A面
1. 氷雨（3分53秒）

B面
1. 北の女（3分42秒）
作詞・作曲：あいたかし

### 収録アルバム
- 「氷雨」「北の女」
  - 日野美歌 定番ベスト
- 「氷雨」のみ
  - 決定版 女の艶歌 - オムニバスアルバム
  - 中森明菜選曲 演歌集 -艶華-
  - 魅惑のムード歌謡デラックス - テイチクエンタテインメント企画の通販専用アルバム

## その他のカバー
- 中条きよし - シングル「矢切の渡し」（1983年）B面に収録。
- テレサ・テン - 『旅人』　(1986年6月1日発売、28TR-2018)  収録、中国語カバー曲　「雪地上的回憶」『償還』 (1985年発売、KSR-1121) 収録
- 八代亜紀 - カバーアルバム・ベストアルバム等に収録。八代亜紀は歌を聞き手に委ねるため、歌う際に感情を込めないことが知られている[10]。
- 香西かおり - 『綴織百景Vol.1 酒』（1991年）収録
- 中森明菜 - カバーアルバム『艶華 -Enka-』（2007年）で日野美歌版をカバーしている。
- ジェロ - 『COVERS』（2008年6月25日発売、VICL-62768）収録
2008年5月に発売されたキリンビバレッジの缶コーヒー「FIRE カフェゼロ」のCMに出演し、同曲を歌っている。
- アンドレ・マトス - アルバム『ザ・ターン・オヴ・ザ・ライツ』（スペシャル・エディション版ボーナスCD）（2012年）収録
- 中澤卓也 - 『繋ぐ Vol.1 ～カバー・ソングス 7つの歌心～』（2017年9月20日発売、CRCN-20436）収録
- 丘みどり - 『ザ・ファーストアルバム ～みどりの風～』（2017年10月25日発売、KICX-1040）収録
- 山口かおる - 『山口かおる歌謡曲集3 ～VOICE～』（2019年6月5日発売、CRCN-20460）収録
- おかゆ - 『おかゆウタ ～カバーソングス2～』（2022年1月26日発売、VICL-65637）収録
- 本田美奈子.
- 前川清
- 研ナオコ
- 高橋由美子 - 日本テレビ系ドラマ『地球ゴージャスな夜』　第2話 エンディング
- 森進一 - 配信限定アルバム『レア・トラックス vol.6（1981-1983）』（2021年1月20日発売、ビクター）収録
- 木村好夫 - CD6枚組BOX『こころのギター演歌』（2002年5月21日発売、150DC2021-1～6）収録。ギターによるインスト。
- 賈鵬芳（ジャー・パンファン） - カバーアルバム『こころふれあいⅣ～二胡が奏でる和の心～』（2019年9月25日発売、UPCY-7610）収録。弦楽器二胡によるインスト。